# Mixedlag i judo vid olympiska sommarspelen 2020
Den mixade lagtävlingen i judo vid olympiska sommarspelen 2020 avgjordes den 31 juli 2021 i Tokyo i Nippon Budokan. Det var första gången en mixad lagtävling hölls i på OS.

## Medaljörer
| Gren     | Guld | Guld | Silver | Silver | Brons | Brons |
| -------- | --- | --- | --- | --- | --- | --- |
| Mixedlag | Frankrike Clarisse Agbegnenou Amandine Buchard Guillaume Chaine Axel Clerget Sarah-Léonie Cysique Romane Dicko Alexandre Iddir Kilian Le Blouch Madeleine Malonga Margaux Pinot Teddy Riner | Frankrike Clarisse Agbegnenou Amandine Buchard Guillaume Chaine Axel Clerget Sarah-Léonie Cysique Romane Dicko Alexandre Iddir Kilian Le Blouch Madeleine Malonga Margaux Pinot Teddy Riner | Japan Hifumi Abe Uta Abe Chizuru Arai Shori Hamada Hisayoshi Harasawa Shoichiro Mukai Takanori Nagase Shohei Ono Akira Sone Miku Tashiro Aaron Wolf Tsukasa Yoshida | Japan Hifumi Abe Uta Abe Chizuru Arai Shori Hamada Hisayoshi Harasawa Shoichiro Mukai Takanori Nagase Shohei Ono Akira Sone Miku Tashiro Aaron Wolf Tsukasa Yoshida | Tyskland Johannes Frey Karl-Richard Frey Jasmin Grabowski Katharina Menz Dominic Ressel Giovanna Scoccimarro Sebastian Seidl Theresa Stoll Martyna Trajdos Eduard Trippel Anna-Maria Wagner Igor Wandtke | Tyskland Johannes Frey Karl-Richard Frey Jasmin Grabowski Katharina Menz Dominic Ressel Giovanna Scoccimarro Sebastian Seidl Theresa Stoll Martyna Trajdos Eduard Trippel Anna-Maria Wagner Igor Wandtke |
| Mixedlag | Frankrike Clarisse Agbegnenou Amandine Buchard Guillaume Chaine Axel Clerget Sarah-Léonie Cysique Romane Dicko Alexandre Iddir Kilian Le Blouch Madeleine Malonga Margaux Pinot Teddy Riner | Frankrike Clarisse Agbegnenou Amandine Buchard Guillaume Chaine Axel Clerget Sarah-Léonie Cysique Romane Dicko Alexandre Iddir Kilian Le Blouch Madeleine Malonga Margaux Pinot Teddy Riner | Japan Hifumi Abe Uta Abe Chizuru Arai Shori Hamada Hisayoshi Harasawa Shoichiro Mukai Takanori Nagase Shohei Ono Akira Sone Miku Tashiro Aaron Wolf Tsukasa Yoshida | Japan Hifumi Abe Uta Abe Chizuru Arai Shori Hamada Hisayoshi Harasawa Shoichiro Mukai Takanori Nagase Shohei Ono Akira Sone Miku Tashiro Aaron Wolf Tsukasa Yoshida | Israel Tohar Butbul Raz Hershko Li Kochman Inbar Lanir Sagi Muki Timna Nelson-Levy Peter Paltchik Shira Rishony Or Sasson Gili Sharir Baruch Shmailov                                                    | |

## Resultat

### Finaler
|  | Final       |   |
|  |             |   |
|  |             |   |
|  |             |   |
|  | 1 Japan     | 1 |
|  | 1 Japan     | 1 |
|  | 2 Frankrike | 4 |
|  | 2 Frankrike | 4 |

### Återkval
|  | Återkval  | Återkval |               |   | Bronsmatch | Bronsmatch |
|  |           |          |               |   |            |            |
|  |           |          |               |   |            |            |
|  |           |          |               |   |            |            |
|  | Tyskland  | 4        |               |   |            |            |
|  | Tyskland  | 4        |               |   |            |            |
|  | Mongoliet | 2        |               |   |            |            |
|  | Mongoliet | 2        | Tyskland      | 4 |            |            |
|  |           |          | Tyskland      | 4 |            |            |
|  |           |          | Nederländerna | 2 |            |            |
|  |           |          | Nederländerna | 2 |            |            |
|  |           |          |               |   |            |            |
|  |           |          |               |   |            |            |
|  |           |          |               |   |            |            |

|  | Återkval    | Återkval |        |   | Bronsmatch | Bronsmatch |
|  |             |          |        |   |            |            |
|  |             |          |        |   |            |            |
|  |             |          |        |   |            |            |
|  | Israel      | 4        |        |   |            |            |
|  | Israel      | 4        |        |   |            |            |
|  | 3 Brasilien | 2        |        |   |            |            |
|  | 3 Brasilien | 2        | Israel | 4 |            |            |
|  |             |          | Israel | 4 |            |            |
|  |             |          | 4 ROC  | 1 |            |            |
|  |             |          | 4 ROC  | 1 |            |            |
|  |             |          |        |   |            |            |
|  |             |          |        |   |            |            |
|  |             |          |        |   |            |            |

### Pool A
|  | Första omgången   | Första omgången |           |   | Kvartsfinaler | Kvartsfinaler |  |  | Semifinaler | Semifinaler |
|  |                   |                 |           |   |               |               |  |  |             |             |
|  |                   |                 |           |   |               |               |  |  |             |             |
|  |                   |                 |           |   |               |               |  |  |             |             |
|  |                   |                 |           |   |               |               |  |  |             |             |
|  |                   |                 |           |   |               |               |  |  |             |             |
|  |                   |                 |           |   |               |               |  |  |             |             |
|  | 1 Japan           | 4               |           |   |               |               |  |  |             |             |
|  | 1 Japan           | 4               |           |   |               |               |  |  |             |             |
|  |                   |                 | Tyskland  | 2 |               |               |  |  |             |             |
|  | Tyskland          | 4               | Tyskland  | 2 |               |               |  |  |             |             |
|  | Tyskland          | 4               |           |   |               |               |  |  |             |             |
|  | Flyktingidrottare | 0               |           |   |               |               |  |  |             |             |
|  | Flyktingidrottare | 0               | 1 Japan   | 4 |               |               |  |  |             |             |
|  |                   |                 | 1 Japan   | 4 |               |               |  |  |             |             |
|  |                   | 4 ROC           | 0         |   |               |               |  |  |             |             |
|  |                   | 4 ROC           | 0         |   |               |               |  |  |             |             |
|  |                   |                 |           |   |               |               |  |  |             |             |
|  |                   |                 |           |   |               |               |  |  |             |             |
|  | 4 ROC             | 4               |           |   |               |               |  |  |             |             |
|  | 4 ROC             | 4               |           |   |               |               |  |  |             |             |
|  |                   |                 | Mongoliet | 2 |               |               |  |  |             |             |
|  | Mongoliet         | 4               | Mongoliet | 2 |               |               |  |  |             |             |
|  | Mongoliet         | 4               |           |   |               |               |  |  |             |             |
|  | Sydkorea          | 1               |           |   |               |               |  |  |             |             |
|  | Sydkorea          | 1               |           |   |               |               |  |  |             |             |

### Pool B
|  | Första omgången | Första omgången |               |   | Kvartsfinaler | Kvartsfinaler |  |  | Semifinaler | Semifinaler |
|  |                 |                 |               |   |               |               |  |  |             |             |
|  |                 |                 |               |   |               |               |  |  |             |             |
|  |                 |                 |               |   |               |               |  |  |             |             |
|  |                 |                 |               |   |               |               |  |  |             |             |
|  |                 |                 |               |   |               |               |  |  |             |             |
|  |                 |                 |               |   |               |               |  |  |             |             |
|  | 2 Frankrike     | 4               |               |   |               |               |  |  |             |             |
|  | 2 Frankrike     | 4               |               |   |               |               |  |  |             |             |
|  |                 |                 | Israel        | 3 |               |               |  |  |             |             |
|  | Italien         | 3               | Israel        | 3 |               |               |  |  |             |             |
|  | Italien         | 3               |               |   |               |               |  |  |             |             |
|  | Israel          | 4               |               |   |               |               |  |  |             |             |
|  | Israel          | 4               | 2 Frankrike   | 4 |               |               |  |  |             |             |
|  |                 |                 | 2 Frankrike   | 4 |               |               |  |  |             |             |
|  |                 | Nederländerna   | 0             |   |               |               |  |  |             |             |
|  |                 | Nederländerna   | 0             |   |               |               |  |  |             |             |
|  |                 |                 |               |   |               |               |  |  |             |             |
|  |                 |                 |               |   |               |               |  |  |             |             |
|  | 3 Brasilien     | 2               |               |   |               |               |  |  |             |             |
|  | 3 Brasilien     | 2               |               |   |               |               |  |  |             |             |
|  |                 |                 | Nederländerna | 4 |               |               |  |  |             |             |
|  | Nederländerna   | 4               | Nederländerna | 4 |               |               |  |  |             |             |
|  | Nederländerna   | 4               |               |   |               |               |  |  |             |             |
|  | Uzbekistan      | 3               |               |   |               |               |  |  |             |             |
|  | Uzbekistan      | 3               |               |   |               |               |  |  |             |             |

## Matcher

### Första omgången

#### Tyskland mot Flyktingidrottare
| Viktklass        | Tyskland         | Resultat | Flyktingidrottare | Resultat |
| ---------------- | ---------------- | -------- | ----------------- | -------- |
| Herrarnas +90 kg | Johannes Frey    | 10 – 00  | Javad Mahjoub     | 1 – 0    |
| Damernas 57 kg   | Theresa Stoll    | 10 – 00  | Sanda Aldass      | 2 – 0    |
| Herrarnas 73 kg  | Igor Wandtke     | 10 – 00  | Ahmad Alikaj      | 3 – 0    |
| Damernas 70 kg   | Martyna Trajdos  | 10 – 00  | Muna Dahouk       | 4 – 0    |
| Herrarnas 90 kg  | Dominic Ressel   | —        | Popole Misenga    | —        |
| Damernas +70 kg  | Jasmin Grabowski | —        | Nigara Shaheen    | —        |
| Resultat         |                  |          |                   |          |

#### Mongoliet mot Sydkorea
| Viktklass        | Mongoliet                 | Resultat | Sydkorea       | Resultat |
| ---------------- | ------------------------- | -------- | -------------- | -------- |
| Herrarnas +90 kg | Ölziibayaryn Düürenbayar  | 00 – 10  | Kim Min-jong   | 0 – 1    |
| Damernas 57 kg   | Dorjsürengiin Sumiyaa     | 01 – 00  | Kim Ji-su      | 1 – 1    |
| Herrarnas 73 kg  | Tsend-Ochiryn Tsogtbaatar | 10 – 00  | An Chang-rim   | 2 – 1    |
| Damernas 70 kg   | Boldyn Gankhaich          | 01 – 00  | Kim Seong-yeon | 3 – 1    |
| Herrarnas 90 kg  | Gantulgyn Altanbagana     | 10 – 00  | Gwak Dong-han  | 4 – 1    |
| Damernas +70 kg  | Otgony Mönkhtsetseg       | —        | Han Mi-jin     | —        |
| Resultat         |                           |          |                |          |

#### Italien mot Israel
| Viktklass        | Italien           | Resultat | Israel            | Resultat |
| ---------------- | ----------------- | -------- | ----------------- | -------- |
| Herrarnas +90 kg | Nicholas Mungai   | 00 – 10  | Peter Paltchik    | 0 – 1    |
| Damernas 57 kg   | Odette Giuffrida  | 01 – 00  | Timna Nelson-Levy | 1 – 1    |
| Herrarnas 73 kg  | Fabio Basile      | 01 – 00  | Tohar Butbul      | 2 – 1    |
| Damernas 70 kg   | Maria Centracchio | 00 – 10  | Gili Sharir       | 2 – 2    |
| Herrarnas 90 kg  | Christian Parlati | 11 – 01  | Li Kochman        | 3 – 2    |
| Damernas +70 kg  | Alice Bellandi    | 00 – 01  | Raz Hershko       | 3 – 3    |
| Damernas 70 kg   | Maria Centracchio | 00 – 10  | Gili Sharir       | 3 – 4    |
| Resultat         |                   |          |                   |          |

#### Nederländerna mot Uzbekistan
| Viktklass        | Nederländerna      | Resultat | Uzbekistan           | Resultat |
| ---------------- | ------------------ | -------- | -------------------- | -------- |
| Herrarnas +90 kg | Henk Grol          | 00 – 10  | Bekmurod Oltiboev    | 0 – 1    |
| Damernas 57 kg   | Sanne Verhagen     | 10 – 00  | Diyora Keldiyorova   | 1 – 1    |
| Herrarnas 73 kg  | Tornike Tsjakadoea | 00 – 10  | Khikmatillokh Turaev | 1 – 2    |
| Damernas 70 kg   | Sanne van Dijke    | 00 – 10  | Gulnoza Matniyazova  | 1 – 3    |
| Herrarnas 90 kg  | Noël van 't End    | 10 – 00  | Davlat Bobonov       | 2 – 3    |
| Damernas +70 kg  | Guusje Steenhuis   | 10 – 00  | Farangiz Khojieva    | 3 – 3    |
| Herrarnas +90 kg | Henk Grol          | 10 – 00  | Bekmurod Oltiboev    | 4 – 3    |
| Resultat         |                    |          |                      |          |

### Kvartsfinaler

#### Japan mot Tyskland
| Viktklass        | Japan           | Resultat | Tyskland             | Resultat |
| ---------------- | --------------- | -------- | -------------------- | -------- |
| Damernas 57 kg   | Uta Abe         | 00 – 10  | Theresa Stoll        | 0 – 1    |
| Herrarnas 73 kg  | Shohei Ono      | 00 – 01  | Igor Wandtke         | 0 – 2    |
| Damernas 70 kg   | Chizuru Arai    | 10 – 00  | Giovanna Scoccimarro | 1 – 2    |
| Herrarnas 90 kg  | Shoichiro Mukai | 01 – 00  | Eduard Trippel       | 2 – 2    |
| Damernas +70 kg  | Akira Sone      | 10 – 00  | Jasmin Grabowski     | 3 – 2    |
| Herrarnas +90 kg | Aaron Wolf      | 01 – 00  | Johannes Frey        | 4 – 2    |
| Resultat         |                 |          |                      |          |

#### ROC mot Mongoliet
| Viktklass        | ROC                   | Resultat | Mongoliet                 | Resultat |
| ---------------- | --------------------- | -------- | ------------------------- | -------- |
| Damernas 57 kg   | Darja Mezjetskaja     | 01 – 00  | Dorjsürengiin Sumiya      | 1 – 0    |
| Herrarnas 73 kg  | Musa Mogusjkov        | 00 – 01  | Tsend-Ochiryn Tsogtbaatar | 1 – 1    |
| Damernas 70 kg   | Madina Tajmazova      | 10 – 00  | Boldyn Gankhaich          | 2 – 1    |
| Herrarnas 90 kg  | Michail Igolnikov     | 01 – 10  | Saeid Mollaei             | 2 – 2    |
| Damernas +70 kg  | Aleksandra Babintseva | 10 – 00  | Otgony Mönkhtsetseg       | 3 – 2    |
| Herrarnas +90 kg | Tamerlan Basjajev     | 01 – 00  | Ölziibayaryn Düürenbayar  | 4 – 2    |
| Resultat         |                       |          |                           |          |

#### Frankrike mot Israel
| Viktklass        | Frankrike            | Resultat | Israel            | Resultat |
| ---------------- | -------------------- | -------- | ----------------- | -------- |
| Damernas 57 kg   | Sarah-Léonie Cysique | 01 – 11  | Timna Nelson-Levy | 0 – 1    |
| Herrarnas 73 kg  | Guillaume Chaine     | 01 – 00  | Tohar Butbul      | 1 – 1    |
| Damernas 70 kg   | Margaux Pinot        | 00 – 01  | Gili Sharir       | 1 – 2    |
| Herrarnas 90 kg  | Axel Clerget         | 00 – 10  | Li Kochman        | 1 – 3    |
| Damernas +70 kg  | Romane Dicko         | 10 – 00  | Raz Hershko       | 2 – 3    |
| Herrarnas +90 kg | Teddy Riner          | 10 – 00  | Or Sasson         | 3 – 3    |
| Damernas 70 kg   | Margaux Pinot        | 10 – 00  | Gili Sharir       | 4 – 3    |
| Resultat         |                      |          |                   |          |

#### Brasilien mot Nederländerna
| Viktklass        | Brasilien       | Resultat | Nederländerna      | Resultat |
| ---------------- | --------------- | -------- | ------------------ | -------- |
| Damernas 57 kg   | Larissa Pimenta | 00 – 10  | Sanne Verhagen     | 0 – 1    |
| Herrarnas 73 kg  | Daniel Cargnin  | 01 – 00  | Tornike Tsjakadoea | 1 – 1    |
| Damernas 70 kg   | Maria Portela   | 00 – 10  | Sanne van Dijke    | 1 – 2    |
| Herrarnas 90 kg  | Rafael Macedo   | 00 – 01  | Noël van 't End    | 1 – 3    |
| Damernas +70 kg  | Mayra Aguiar    | 10 – 00  | Guusje Steenhuis   | 2 – 3    |
| Herrarnas +90 kg | Rafael Silva    | 00 – 10  | Henk Grol          | 2 – 4    |
| Resultat         |                 |          |                    |          |

### Återkval

#### Tyskland mot Mongoliet
| Viktklass        | Tyskland             | Resultat | Mongoliet                 | Resultat |
| ---------------- | -------------------- | -------- | ------------------------- | -------- |
| Herrarnas 73 kg  | Igor Wandtke         | 00 – 01  | Tsend-Ochiryn Tsogtbaatar | 0 – 1    |
| Damernas 70 kg   | Giovanna Scoccimarro | 10 – 00  | Boldyn Gankhaich          | 1 – 1    |
| Herrarnas 90 kg  | Eduard Trippel       | 00 – 01  | Saeid Mollaei             | 1 – 2    |
| Damernas +70 kg  | Jasmin Grabowski     | 10 – 00  | Otgony Mönkhtsetseg       | 2 – 2    |
| Herrarnas +90 kg | Johannes Frey        | 10 – 00  | Ölziibayaryn Düürenbayar  | 3 – 2    |
| Damernas 57 kg   | Theresa Stoll        | 10 – 00  | Dorjsürengiin Sumiya      | 4 – 2    |
| Resultat         |                      |          |                           |          |

#### Israel mot Brasilien
| Viktklass        | Israel            | Resultat | Brasilien           | Resultat |
| ---------------- | ----------------- | -------- | ------------------- | -------- |
| Herrarnas 73 kg  | Tohar Butbul      | 10 – 00  | Eduardo Barbosa     | 1 – 0    |
| Damernas 70 kg   | Gili Sharir       | 00 – 10  | Maria Portela       | 1 – 1    |
| Herrarnas 90 kg  | Li Kochman        | 10 – 00  | Eduardo Yudy Santos | 2 – 1    |
| Damernas +70 kg  | Raz Hershko       | 00 – 10  | Mayra Aguiar        | 2 – 2    |
| Herrarnas +90 kg | Peter Paltchik    | 10 – 00  | Rafael Buzacarini   | 3 – 2    |
| Damernas 57 kg   | Timna Nelson-Levy | 10 – 00  | Larissa Pimenta     | 4 – 2    |
| Resultat         |                   |          |                     |          |

### Semifinaler

#### Japan mot ROC
| Viktklass        | Japan           | Resultat | ROC                   | Resultat |
| ---------------- | --------------- | -------- | --------------------- | -------- |
| Herrarnas 73 kg  | Shohei Ono      | 10 – 00  | Musa Mogusjkov        | 1 – 0    |
| Damernas 70 kg   | Chizuru Arai    | 10 – 00  | Madina Tajmazova      | 2 – 0    |
| Herrarnas 90 kg  | Shoichiro Mukai | 10 – 00  | Michail Igolnikov     | 3 – 0    |
| Damernas +70 kg  | Akira Sone      | 10 – 00  | Aleksandra Babintseva | 4 – 0    |
| Herrarnas +90 kg | Aaron Wolf      | —        | Tamerlan Basjajev     | —        |
| Damernas 57 kg   | Tsukasa Yoshida | —        | Darja Mezjetskaja     | —        |
| Resultat         |                 |          |                       |          |

#### Frankrike mot Nederländerna
| Viktklass        | Frankrike            | Resultat | Nederländerna      | Resultat |
| ---------------- | -------------------- | -------- | ------------------ | -------- |
| Herrarnas 73 kg  | Guillaume Chaine     | 10 – 00  | Tornike Tsjakadoea | 1 – 0    |
| Damernas 70 kg   | Clarisse Agbegnenou  | 01 – 00  | Sanne van Dijke    | 2 – 0    |
| Herrarnas 90 kg  | Axel Clerget         | 01 – 00  | Noël van 't End    | 3 – 0    |
| Damernas +70 kg  | Romane Dicko         | 01 – 00  | Guusje Steenhuis   | 4 – 0    |
| Herrarnas +90 kg | Teddy Riner          | —        | Michael Korrel     | —        |
| Damernas 57 kg   | Sarah-Léonie Cysique | —        | Sanne Verhagen     | —        |
| Resultat         |                      |          |                    |          |

### Bronsmatcher

#### Tyskland mot Nederländerna
| Viktklass        | Tyskland             | Resultat | Nederländerna      | Resultat |
| ---------------- | -------------------- | -------- | ------------------ | -------- |
| Damernas 70 kg   | Giovanna Scoccimarro | 00 – 10  | Sanne van Dijke    | 0 – 1    |
| Herrarnas 90 kg  | Dominic Ressel       | 10 – 00  | Noël van 't End    | 1 – 1    |
| Damernas +70 kg  | Anna-Maria Wagner    | 01 – 00  | Guusje Steenhuis   | 2 – 1    |
| Herrarnas +90 kg | Karl-Richard Frey    | 00 – 10  | Henk Grol          | 2 – 2    |
| Damernas 57 kg   | Theresa Stoll        | 10 – 01  | Sanne Verhagen     | 3 – 2    |
| Herrarnas 73 kg  | Sebastian Seidl      | 10 – 00  | Tornike Tsjakadoea | 4 – 2    |
| Resultat         |                      |          |                    |          |

#### Israel mot ROC
| Viktklass        | Israel            | Resultat | ROC                   | Resultat |
| ---------------- | ----------------- | -------- | --------------------- | -------- |
| Damernas 70 kg   | Gili Sharir       | 00 – 01  | Madina Tajmazova      | 0 – 1    |
| Herrarnas 90 kg  | Sagi Muki         | 10 – 00  | Michail Igolnikov     | 1 – 1    |
| Damernas +70 kg  | Raz Hershko       | 10 – 00  | Aleksandra Babintseva | 2 – 1    |
| Herrarnas +90 kg | Peter Paltchik    | 01 – 00  | Tamerlan Basjajev     | 3 – 1    |
| Damernas 57 kg   | Timna Nelson-Levy | 10 – 01  | Darja Mezjetskaja     | 4 – 1    |
| Herrarnas 73 kg  | Tohar Butbul      | —        | Musa Mogusjkov        | —        |
| Resultat         |                   |          |                       |          |

### Final

#### Japan mot Frankrike
| Viktklass        | Japan           | Resultat | Frankrike            | Resultat |
| ---------------- | --------------- | -------- | -------------------- | -------- |
| Damernas 70 kg   | Chizuru Arai    | 00 – 10  | Clarisse Agbegnenou  | 0 – 1    |
| Herrarnas 90 kg  | Shoichiro Mukai | 00 – 10  | Axel Clerget         | 0 – 2    |
| Damernas +70 kg  | Akira Sone      | 10 – 00  | Romane Dicko         | 1 – 2    |
| Herrarnas +90 kg | Aaron Wolf      | 00 – 01  | Teddy Riner          | 1 – 3    |
| Damernas 57 kg   | Tsukasa Yoshida | 00 – 01  | Sarah-Léonie Cysique | 1 – 4    |
| Herrarnas 73 kg  | Shohei Ono      | —        | Guillaume Chaine     | —        |
| Resultat         |                 |          |                      |          |

## Lag

### Herrar
| NOK                  | 60 kg                             | 66 kg                         | 73 kg                           | 81 kg                         | 90 kg                             | 100 kg                                   | +100 kg                         |    |
| -------------------- | --------------------------------- | ----------------------------- | ------------------------------- | ----------------------------- | --------------------------------- | ---------------------------------------- | ------------------------------- | -- |
| Japan                | . Naohisa Takato (2)              | . Hifumi Abe (4)              | . Shohei Ono (11)               | . Takanori Nagase (13)        | 8-del. Shoichiro Mukai (10)       | . Aaron Wolf (5)                         | 5. Hisayoshi Harasawa (2)       | 7  |
| Brasilien            | 8-del. Eric Takabatake (10)       | . Daniel Cargnin (10)         | O1. Eduardo Barbosa (25)        | O1. Eduardo Yudy Santos (19)  | O1. Rafael Macedo (17)            | O1. Rafael Buzacarini (15)               | 7. Rafael Silva (5)             | 7  |
| Frankrike            | . Luka Mkheidze (14)              | 8-del. Kilian Le Blouch (16)  | 16-del. Guillaume Chaine (20)   | —                             | '8-del. Axel Clerget (15)         | O1. Alexandre Iddir (10)                 | . Teddy Riner (10)              | 6  |
| Tyskland             | 8-del. Moritz Plafky (19)         | O1. Sebastian Seidl (19)      | 16-del. Igor Wandtke (17)       | 5. Dominic Ressel (10)        | . Eduard Trippel (13)             | 7. Karl-Richard Frey (17)                | O1. Johannes Frey (16)          | 7  |
| Israel               | —                                 | 5. Baruch Shmailov (6)        | 7. Tohar Butbul (6)             | 8-del. Sagi Muki (2)          | 8-del. Li Kochman (21)            | 7. Peter Paltchik (4)                    | 8-del. Or Sasson (8)            | 6  |
| Italien              | —                                 | 5. Manuel Lombardo (1)        | 16-del. Fabio Basile (12)       | 8-del. Christian Parlati (12) | 16-del. Nicholas Mungai (20)      | —                                        | —                               | 4  |
| Mongoliet            | O1. Amartuvshin Dashdavaa (15)    | 7. Baskhuu Yondonperenlei (5) | . Tsogtbaatar Tsend-Ochir (5)   | . Saeid Mollaei (6)           | 16-del. Altanbagana Gantulga (16) | 8-del. Lkhagvasürengiin Otgonbaatar (13) | O1. Duurenbayar Ulziibayar (18) | 7  |
| Nederländerna        | 5. Tornike Tsjakadoea (9)         | —                             | —                               | 8-del. Frank de Wit (5)       | 7. Noël van 't End (2)            | 8-del. Michael Korrel (3)                | 8-del. Henk Grol (6)            | 5  |
| Sydkorea             | 5. Kim Won-jin (6)                | . An Baul (2)                 | . An Changrim (3)               | 8-del. Lee Sung-ho (21)       | 8-del. Gwak Dong-han (14)         | . Cho Gu-ham (6)                         | 8-del. Kim Min-jong (9)         | 7  |
| Uzbekistan           | 8-del. Sharafuddin Lutfillaev (5) | O1. Sardor Nurillaev (8)      | 8-del. Khikmatillokh Turaev (9) | 7. Sharofiddin Boltaboev (7)  | . Davlat Bobonov (5)              | 8-del. Mukhammadkarim Khurramov (12)     | 7. Bekmurod Oltiboev (15)       | 7  |
| Flyktingidrottare    | —                                 | —                             | O1. Ahmad Alikaj (34)           | —                             | 16-del. Popole Misenga (33)       | —                                        | 8-del. Javad Mahjoub (22)       | 3  |
| ROC                  | 8-del. Robert Msjvidobadze (1)    | 8-del. Jakub Sjamilov (9)     | 16-del. Musa Mogusjkov (13)     | 7. Alan Chubetsov (8)         | 5. Michail Igolnikov (8)          | . Nijaz Iljasov (7)                      | . Tamerlan Basjajev (1)         | 7  |
| Total antal lag : 12 | 9                                 | 10                            | 11                              | 10                            | 12                                | 10                                       | 11                              | 73 |
| Referenser           | [ 19 ]                            | [ 20 ]                        | [ 21 ]                          | [ 22 ]                        | [ 23 ]                            | [ 24 ]                                   | [ 25 ]                          |    |

### Damer
| NOK                 | 48 kg                        | 52 kg                                   | 57 kg                      | 63 kg                      | 70 kg                           | 78 kg                         | +78 kg                       |    |
| ------------------- | ---------------------------- | --------------------------------------- | -------------------------- | -------------------------- | ------------------------------- | ----------------------------- | ---------------------------- | -- |
| Japan               | . Funa Tonaki (3)            | . Uta Abe (2)                           | . Tsukasa Yoshida (2)      | 8-del. Miku Tashiro (3)    | . Chizuru Arai (3)              | . Shori Hamada (2)            | . Akira Sone (3)             | 7  |
| Brasilien           | 8-del. Gabriela Chibana (19) | 8-del. Larissa Pimenta (11)             | —                          | 7. Ketleyn Quadros (5)     | 8-del. Maria Portela (7)        | . Mayra Aguiar (6)            | 7. Maria Suelen Altheman (4) | 6  |
| Frankrike           | O1. Shirine Boukli (9)       | . Amandine Buchard (1)                  | . Sarah-Léonie Cysique (4) | . Clarisse Agbegnenou (1)  | 8-del. Margaux Pinot (2)        | . Madeleine Malonga (1)       | . Romane Dicko (5)           | 7  |
| Tyskland            | O1. Katharina Menz (15)      | —                                       | 8-del. Theresa Stoll (5)   | O1. Martyna Trajdos (6)    | 5. Giovanna Scoccimarro (6)     | . Anna-Maria Wagner (3)       | O1. Jasmin Grabowski (19)    | 6  |
| Israel              | 5. Shira Rishony (12)        | 8-del. Gili Cohen (10)                  | 7. Timna Nelson-Levy (7)   | O1. Gili Sharir (18)       | —                               | 8-del. Inbar Lanir (18)       | 8-del. Raz Hershko (16)      | 6  |
| Italien             | O1. Francesca Milani (14)    | . Odette Giuffrida (3)                  | —                          | . Maria Centracchio (19)   | 7. Alice Bellandi (21)          | —                             | —                            | 4  |
| Mongoliet           | . Urantsetseg Munkhbat (4)   | 8-del. Lkhagvasürengiin Sosorbaram (13) | O1. Sumiya Dorjsuren (10)  | 8-del. Gankhaich Bold (15) | —                               | O1. Munkhtsetseg Otgon (23)   | —                            | 5  |
| Nederländerna       | —                            | —                                       | 8-del. Sanne Verhagen (21) | 5. Juul Franssen (8)       | . Sanne van Dijke (1)           | 7. Guusje Steenhuis (4)       | O1. Tessie Savelkouls (14)   | 5  |
| Sydkorea            | O1. Kang Yu-jeong (18)       | 7. Park Da-sol (17)                     | 8-del. Kim Ji-su (16)      | O1. Han Hee-ju (20)        | 8-del. Kim Seong-yeon (20)      | 5. Yoon Hyun-ji (16)          | 7. Han Mi-jin (15)           | 7  |
| Uzbekistan          | —                            | O1. Diyora Keldiyorova (9)              | —                          | O1. Farangiz Khojieva (29) | 8-del. Gulnoza Matniyazova (17) | —                             | —                            | 3  |
| Flyktingidrottare   | —                            | —                                       | O1. Sanda Aldass (25)      | O1. Muna Dahouk (30)       | O1. Nigara Shaheen (28)         | —                             | —                            | 3  |
| ROC                 | 8-del. Irina Dolgova (8)     | 8-del. Natalia Kuziutina (8)            | O1. Darja Mezjetskaja (13) | O1. Darja Davydova (10)    | . Madina Tajmazova (9)          | 7. Aleksandra Babintseva (13) | —                            | 6  |
| Total antal lag: 12 | 9                            | 9                                       | 9                          | 12                         | 10                              | 9                             | 7                            | 65 |
| Referenser          | [ 26 ]                       | [ 27 ]                                  | [ 28 ]                     | [ 29 ]                     | [ 30 ]                          | [ 31 ]                        | [ 32 ]                       |    |